# New York Knicks
New York Knicks er et amerikansk basketballhold med base i New York. Holdet spiller i NBA.
Knicks er et af tre hold som har eksisteret siden NBA blev grundlagt i 1946; de andre to er Boston Celtics og Golden State Warriors (oprindeligt Philadelphia Warriors). Knicks har vundet to NBA-mesterskaber, i 1970 og 1973.

## Mesterskabs årene
Med William Red Holzman som træner for New York Knicks, ledte han sammen med NBA hall of fame spillerne Walt Frazier, Dave DeBusschere, Willis Reed til deres første NBA title i 1970, da de vandt over Los Angeles Lakers igennem 7 kampe.
Tre sæsoner efter vandt Knicks deres andet mesterskab, da de vandt over Los Angeles Lakers efter fem kampe (4-1)

## Patrick Ewing perioden
I draften 1985, draftede New York Knicks hall of fame center-spilleren Patrick Ewing.
Igennem 15 sæsoner i New York Knicks formåede NBA-stjernen, at vinde Rookie of the year og komme i NBA finalen to gange, men Knicks formåede ikke at vinde nogle titler med center-spilleren.

## Ankomsten af "The Big Three"
I år 2010 skrev Knicks under med den tidligere Phoenix Suns stjerne Amar'e Stoudemire og den tidligere Denver Nuggets stjerne Carmelo Anthony. Efter en sæson fik man skrevet en kontrakt med den daværende NBA vinder sammen med Dallas Mavericks', Tyson Chandler.

## Spillere

### Nuværende spillere
| Nuværende Spillertrup |                   |          |        |        |                     |
| Nummer                | Spiller           | Position | Højde  | Vægt   | Fødselsdag          |
| 1                     | Alexey Shved      | G        | 1.98 m | 86 kg  | 16. December, 1988  |
| 77                    | Andrea Bargnani   | F/C      | 2.13 m | 113 kg | 26. Oktober, 1985   |
| 7                     | Carmelo Anthony   | F        | 2.03 m | 109 kg | 29. Maj, 1984       |
| 17                    | Cleanthony Early  | F        | 2.03 m | 99 kg  | 17. April, 1991     |
| 45                    | Cole Aldrich      | C        | 2.11 m | 111 kg | 31. Oktober, 1988   |
| 14                    | Jason Smith       | F/C      | 2.13 m | 109 kg | 2. Marts, 1986      |
| 3                     | José Calderón     | G        | 1.91 m | 95 kg  | 28. September, 1981 |
| 42                    | Lance Thomas      | F        | 2.03 m | 102 kg | 24. April, 1988     |
| 2                     | Langston Galloway | G        | 1.88 m | 92 kg  | 9. December, 1991   |
| 21                    | Lou Amundson      | F/C      | 2.06 m | 102 kg | 7. December, 1982   |
| 4                     | Quincy Acy        | F        | 2.03 m | 109 kg | 6. Oktober, 1990    |
| 0                     | Shane Larkin      | G        | 1.80 m | 80 kg  | 2. Oktober, 1992    |
| 5                     | Tim Hardaway, Jr. | G        | 1.98 m | 93 kg  | 6. Marts, 1992      |
| 6                     | Travis Wear       | F        | 2.08 m | 104 kg | 21. September, 1990 |

### Pensionerede numre
| Pensionerede numre New York Knicks |                  |          |                   |
| Nummer                             | Spiller          | Position | Pensioneret       |
| 10                                 | Walt Frazier     | G        | December 15, 1979 |
| 12                                 | Dick Barnett     | G/F      | Marts 10, 1990    |
| 15                                 | Earl Monroe      | G        | Marts 1, 1986     |
| 15                                 | Dick McGuire     | G        | Marts 14, 1992    |
| 19                                 | Willis Reed      | C        | Oktober 21, 1976  |
| 22                                 | Dave DeBusschere | F        | Marts 24, 1981    |
| 24                                 | Bill Bradley     | F        | Februar 18, 1984  |
| 33                                 | Patrick Ewing    | C        | Februar 28, 2003  |
| 613                                | Red Holzman      | T        | Marts 10, 1990    |